# عقد 1620
عقد 1620 هو عقد امتد بين 1 يناير 1620 و31 ديسمبر 1629 بحسب التقويم الميلادي. سبقه عقد 1610 ولحقه عقد 1630.

## أحداث
- معركة الجبل الأبيض (1620)
- معركة عنجر (1623)

## مواليد
- جون إيفلين (1620)
- جان بيكار (1620)
- جوهان جاكوب ويبفر (1620)
- آن بيودياتور (1621)
- هنريك كارلوف (1621)
- فريدرخ فيلهلم (1620)

## وفيات
- سيمون ستيفين (1620)
- عبد العزيز الفشتالي (1621)
- القاسم بن محمد بن القاسم (1620)
- مولاي الشيخ (1621)
- محمد عبد الرؤوف المناوي (1621)

## كتب
- Yves Denis Papin (1998). Chronologie de l'histoire ancienne. Lieu de publication non identifié: Éditions Jean-paul Gisserot. ISBN:2-87747-346-5. OCLC:40746926. مؤرشف من الأصل في 2022-03-16.
- موسوعة حضارة العالم (2002) لأحمد محمد عوف.

## روابط خارجية
- تصفح سنة بسنة عقد 1620 على موقع onthisday.com
- تصفح سنة بسنة عقد 1620 ابتداءً من سنة عقد 1620 على موقع المكتبة الوطنية الفرنسية